# Mańki-Wojdy
Mańki-Wojdy – osiedle w północno-wschodniej części Warszawy, w dzielnicy Białołęka.
Dawniej były to dwie oddzielne wsie: Mańki, leżące przy drodze z Warszawy do Nieporętu (najprawdopodobniej dzisiejszej ul. Ostródzkiej), i Wojdy. Na dawnych mapach Mańki leżą po zachodniej stronie rzeki Długiej (Kanału Markowskiego), a Wojdy – po wschodniej, bardziej na północny wschód.
Następnie wsie te zaczęto traktować jako jedność i powstała nazwa Mańki-Wojdy. Później jednak pomiędzy dawnymi dwoma częściami wsi powstała wieś Augustówek, co doprowadziło do dość dziwnej sytuacji, że jedna wieś jest podzielona zabudowaniami innej wsi. Na mapie szczegółowej (skala 1:25 000) Mańki rozciągały się wzdłuż dzisiejszej ul. Ostródzkiej między Zdziarską a Kanałem Markowskim, mniejszy wschodni przysiółek tej miejscowości leżał na południowy wschód od Olesina, wzdłuż dzisiejszej ul. Wojdyńskiej na południe od ul. Stumilowy Las, natomiast Wojdy usytuowane były po wschodniej stronie, wzdłuż obecnej ul. Mańkowskiej na zachód od ul. Ruskowy Bród i pl. Bociani Zakątek.
W 1977 r. Mańki-Wojdy i Augustówek zostały przyłączone do Warszawy wraz z innymi sąsiadującymi wsiami. Sytuacja jednak pozostała i na północ od ulicy Zdziarskiej jest układ osiedli: Mańki-Wojdy – Augustówek – Mańki-Wojdy. Wschodnie zabudowania wsi leżą przy granicy Warszawy. Na północy sąsiadują z osiedlami Ruskowy Bród i Olesin, a na południu z Augustówkiem.